# 阿莘王
阿莘王（370年？—405年），亦作阿華王，或稱阿芳王(見《三國史記》)，《日本書紀》則稱阿花王。百濟第十七代王，392年－405年在位，為十五代王枕流王之長子，十六代王辰斯王之姪。
據《三國史記》記載，枕流王死後，阿莘王因尚年少，故由叔父辰斯王繼位。而據《日本書紀》記載，辰斯王對應神天皇無禮，應神天皇便派紀角宿禰等人為使責問百濟，百濟人遂殺辰斯王，紀角宿禰等擁立阿花王（即阿莘王）後返國，但其餘史料無相關記述。
《三國史記》記載阿莘王即位前後，正值高句麗攻陷百濟石峴城關彌城等北方要地。阿莘王命舅父真武為左將，令其收復失土，但多嚐敗績。阿莘王於397年將太子（即腆支王）送往倭國為質，欲聯合倭國繼續向高句麗用兵，並征伐新羅。然而這項企圖多為高句麗所阻撓，且百濟人民因苦於傜役，紛紛逃往新羅。
另根據高句麗好太王碑文之內容，396年，好太王曾率兵渡過阿利水（今漢江），陷百濟數十城，迫使阿莘王立誓為奴，又虜王弟及大臣十名至高句麗。